# Condado de Przasnysz
Condado de Przasnysz (polaco: powiat przasnyski) é um powiat (condado) da Polónia, na voivodia de Mazóvia. A sede do condado é a cidade de Przasnysz. Estende-se por uma área de 1217,82 km², com 53 168 habitantes, segundo os censos de 2005, com uma densidade 43,66 hab/km².

## Divisões admistrativas
O condado possui:
Comunas urbanas: Przasnysz
Comunas urbana-rurais: Chorzele
Comunas rurais: Czernice Borowe, Jednorożec, Krasne, Krzynowłoga Mała, Przasnysz
Cidades: Przasnysz, Chorzele

## Demografia
População (dados de 30 de Junho de 2005):
|          | Total   | Total | Mulheres | Mulheres | Homens  | Homens |
| -------- | ------- | ----- | -------- | -------- | ------- | ------ |
|          | pessoas | %     | pessoas  | %        | pessoas | %      |
| Total    | 53 168  | 100   | 26 663   | 50,1     | 26 505  | 49,9   |
| Cidades  | 19 861  | 100   | 10 283   | 51,8     | 9578    | 48,2   |
| Povoados | 33 307  | 100   | 16 380   | 49,2     | 16 927  | 50,8   |